# بيتر بيفيرلي
بيتر بيفيرلي (بالإنجليزية: Peter Beverley)‏ هو سياسي أمريكي، ولد في 1668، وتوفي في 1728.